# Église Saint-Michel de Caderousse
Pour les articles homonymes, voir Saint-Michel.
L'église Saint-Michel de Caderousse, de style romano-gothique, se compose d'une nef, de quatre travées et d'une abside semi-circulaire romane. Extérieurement, celle-ci, est un des rares témoins du gothique flamboyant provençal. À l'intérieur de l'église, une chapelle latérale placée sous le vocable de saint Claude, édifiée au XVe siècle, est d'une grande richesse architecturale et ornementale.

## Histoire

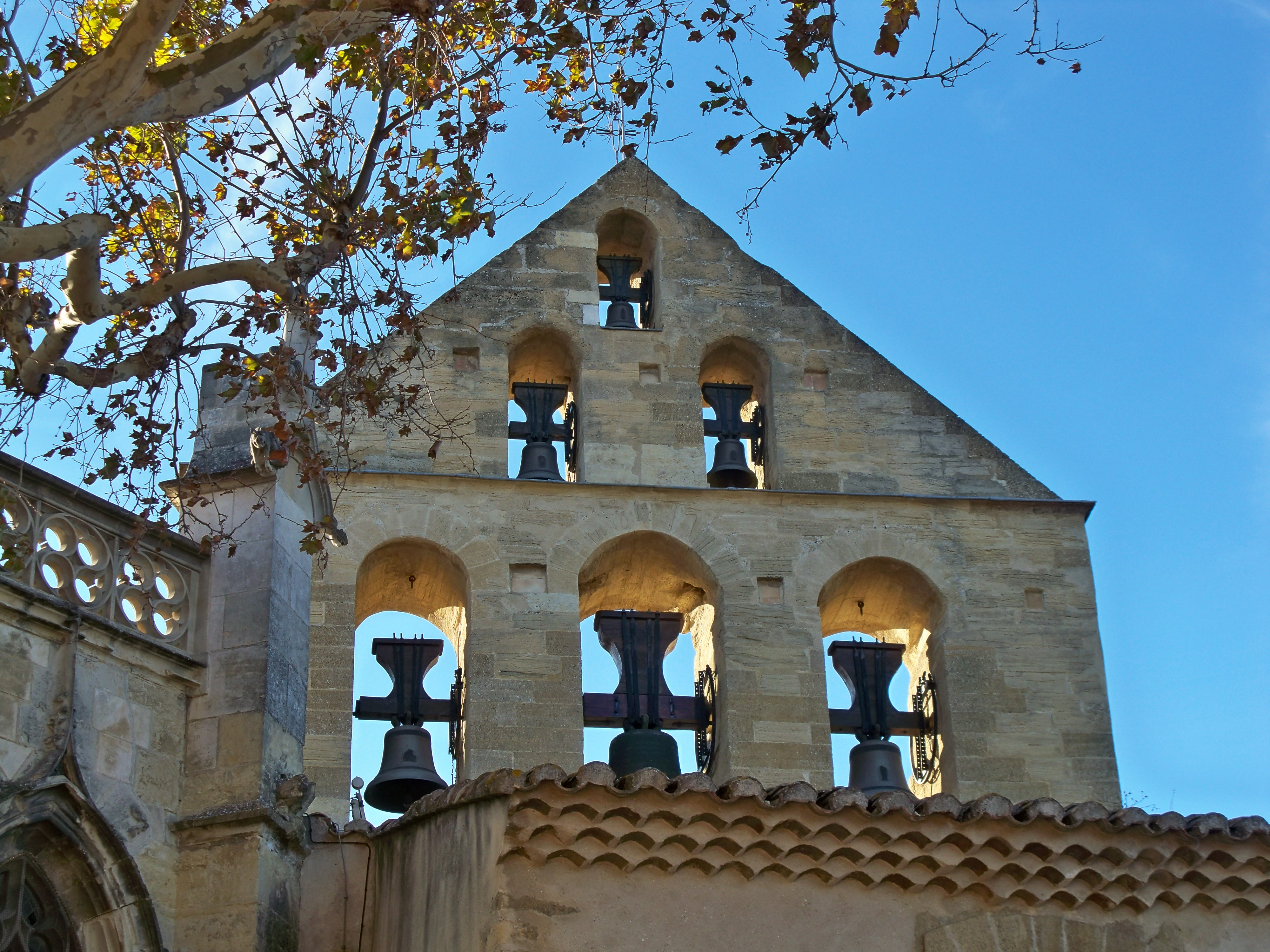
Clocher de l'église.

L'église paroissiale et sa chapelle Saint-Claude, appelée entre le XVIIIe siècle et le XIXe siècle, Chapelle de Monsieur sont deux monuments construits par étapes. C'étaient des édifices privés qui appartenaient aux seigneurs de Caderousse, dont le plus ancien représentants fut Robert de Caderousse connu en l’an 1060.
L’église fut transférée au clergé en 1464 et la Chapelle fut rendue à la communauté de la ville en 1802. Classée monument historique, elle forme un ensemble de l’Art Roman et de l’Art Gothique. Quant à la chapelle Saint-Claude (dite de Moussu) elle est de style gothique flamboyant, unique en Provence.

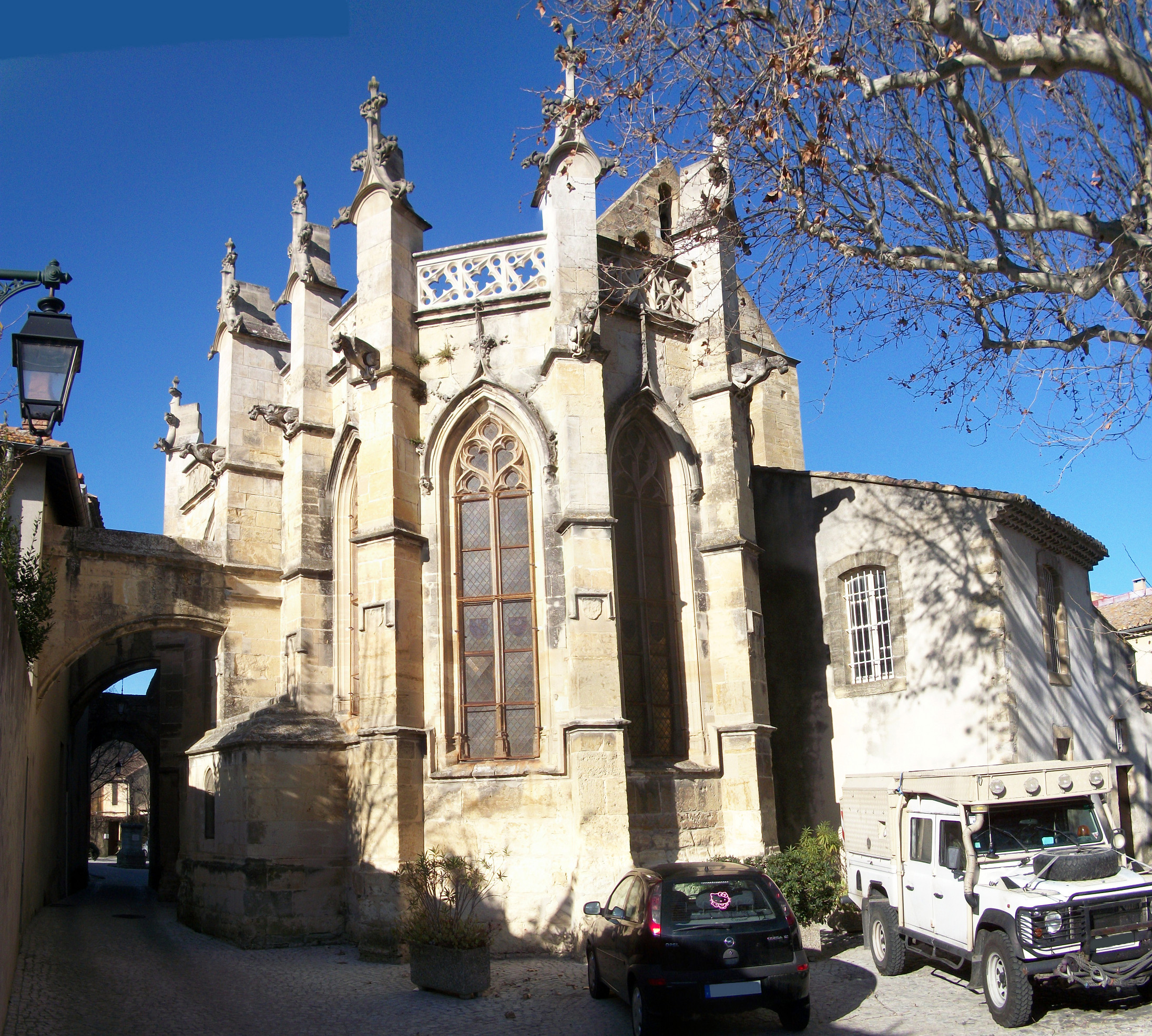
Arrière de l'église Saint-Michel et passage d'Ancézune.

## Description

### Extérieur
Il est parfaitement visible de la place de l’Église. Il y a 1 000 ans cette place était déserte ; rien au sud à l’est et à l’ouest. À cette date, les clunisiens dominent le monde monastique et l’Église s’est approprié tous les droits d’enregistrement.
En 1800, sur le vu des archives communales (aujourd’hui disparues) l’abbé Berbiguier, curé de Caderousse, écrit dans ses Mémoires : 

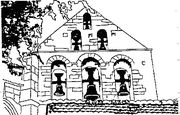
Le clocher à arcade.

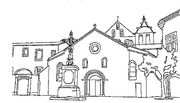
La façade de l'église Saint-Michel.

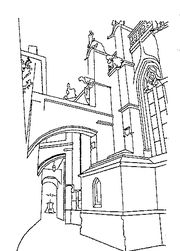
Contreforts gothiques de la chapelle d'Ancézune.

« Saint Michel existait dans son XIIe siècle puisqu'on trouve avant cette date des actes de propriété de maisons voisines auxquelles on la situe au midi (sud), en 1532). »

#### Le clocher à arcade
Reconstruit entre 1509 et 1511, il s’élève au-dessus de l’arc du chœur, il comprend six baies réparties sur trois étages. Ces baies sont dotées de cloches de taille et de sons différents.
Le clocher à arcades de Saint-Michel de Caderousse est classé au titre des monuments historiques depuis le 18 décembre 1945

#### L’église Saint-Michel
Construite vers le XIIe siècle sur les piliers d’un ancien temple dédié à Apollon. D’abord chapelle privée, elle devient paroissiale en 1464, après les menaces des « routiers » contre les moines de Cluny.
L’abside est formée de 5 arcatures en plein cintre retombant sur des colonnettes. La nef a été remaniée, les chapelles latérales ont été rajoutées par la suite, c’est pourquoi il n’y a pas de continuité architecturale. L’église a été entièrement rénovée sous la mandature de Pierre Cuer et bénie par l’archevêque d’Avignon le 15 décembre 1985.
L'église Saint-Michel de Caderousse fait l’objet d’un classement au titre des monuments historiques depuis le 17 septembre 1946.

#### La chapelle d’Ancézune
Achevée en l’an 1527, elle était la propriété de la maison d’Ancézune jusqu’en 1792. L’édifice comprend deux travées couvertes de voûtes à multiples nervures, disposition courante en Angleterre mais très rare en France, elle est considérée comme la plus belle œuvre de Provence. Le chœur est couvert de deux voûtes en étoile avec d’élégants lièrnes et tiercerons, il est éclairé par 4 fenêtres qui supportent les blasons, de Provence, de l’archevêque d’Avignon, du Comtat Venaissin, de Caderousse et d’Orange
Les armoiries ont été placées en 1945 par l’abbé Miral, curé de la paroisse.
Au milieu de la chapelle se trouve un petit oratoire avec quatre clefs pendantes en son milieu supportant les écus de la famille d’Ancezune. La chapelle possède une tribune qui communique avec la nef. La balustrade est d’une richesse et finesse architecturale de premier ordre (elle était réservée au seigneur). Sur les mûrs, des indices des tâcherons et des dates sur les hauteurs des inondations.
La chapelle d’Ancézune de Caderousse fait l’objet d’un classement au titre des monuments historiques depuis le 10 mars 1905.

### Intérieur
Face à l'autel, les deux figures représentent les ruines du temple d’Apollon qui a été démoli au Ve siècle. La ruine matérialisée en no 1 constitue l’assise des cinq arcatures. La ruine no 2 forme le pilier de droite. Il sépare le Chœur de la Chapelle Saint-Claude, il sert aussi d’embase droit du campanile et ces deux éléments forment le socle de l’édifice religieux.

#### Cursus de l’église
Petite chapelle à une travée, sa construction remonte fin du XIe siècle. Sa dimension représentait le 1/3 de l'église actuelle dont on aperçoit la nef
Par vétusté, la nef s’écroula vers le XIIe ou XIIIe siècle.

#### L'église de Saint-Michel (XIIIesiècle)

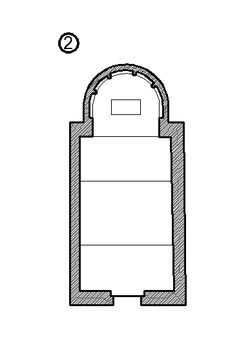

Ce plan configure l'identité réelle de la première église de Caderousse. Elle n’est pas en forme de croix latine (ce qui n’était pas obligatoire), légèrement plus petite, elle n’a pas de chapelles latérales. Les anciens arcs paraissent en décalés. L’ensemble est de structure simple et de chaque côté des travées des orifices d’ouverture laissent passer la lumière. L’autel se trouve près des arcatures, il était en marbre. Le clocher se situe au-dessus du chœur. L'abbé Blanc note au sujet de cet édifice, qu’il a été détruit par un incendie au XIIIe siècle. Elle fut dédiée à Saint-Michel l'Archange.
Quant aux cimetières, celui intra-muros se trouvant à l’est de l'église, les transferts des ossements et plaques mortuaires furent entrepris entre 1862 et 1863 vers le second situé près de la chapelle Saint-Martin extra-muros.
D'autres ossements ont été retrouvés en 1984-1985, lors de la rénovation de ce lieu de culte et réunis dans un carré dans le second cimetière.

#### L'église reconstruite et la chapelle d'Ancezune

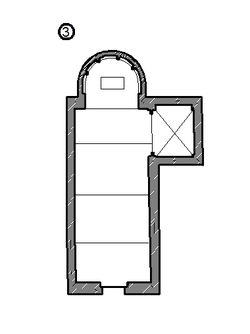

Elle fut rebâtie fin XIVe - début XVe siècle. Les archives du musée Calvet révèlent :
-	un legs pieux pour l’œuvre du clocher le 11 octobre 1403,
-	un emprunt de 25 florins pour achever la construction du clocher le 22 avril 1404,
-	la réfection de la nef par Imbert Point, lapicide (maître-maçon) entre 1436 et 1446.
Les travées sont plus larges, on aperçoit les anciens arceaux reconstitués sur ce schéma par un trait.
Cet agrandissement a été fondé sur une étude pour épanouir son acoustique, par rapport au dôme qui est plus haut et le toit en forme de « V » renversé.
L’autel toujours placé au fond du chœur, était couronné d’un retable de haute valeur, il représentait : 
-	Notre dame de la pitié avec les apôtres et sur fond d’or le Saint-Père entouré d’étoiles.
Les archives de Paris signalent la présence d’un autre retable qui existait en 1452. Ces deux œuvres ont disparu.
Le style de cette construction est Roman par ses arcatures et gothique par son arc triomphal soutenant la calotte romane. Cette église fut entièrement rénovée sur les conseils des architectes des Beaux-Arts et des Monuments de France ainsi que du responsable d’Art Sacré du Diocèse d’Avignon en 1985. Auparavant elle fut l’objet de modifications intérieures multiples ! Par exemple :
-	La première tribune était construite au-dessus de l’Autel et fut détruite pour être édifiée près de l’entrée principale avec un accès situé près de la petite porte. La chaire se trouvait sur votre gauche accolée sur le second pilier.
-	Le 13 mars 1509, le clocher actuel est rebâti
-	Le 9 avril 1511, les six baies sont aménagées pour recevoir les cloches
-	Le 30 avril 1563, les cloches, enfin fondues, sont installées
-	À partir de 1606, Monseigneur de TULLES s’installe à Caderousse après sa démission d’Evêque d’Orange et monte chaque jour au clocher de Saint Michel et en se tournant au Nord dira pendant 17 ans, « per visu » en parlant de son église abandonnée
-	Au XIXe siècle les cloches vétustes sont démontées et le 29 mars 1913, la grosse cloche et son battant tombe au pied de Simon, le sonneur sans le blesser
-	le 25 février 1997, les six cloches offertes par l’archevêché et la communauté des paroissiens se sont mises à tinter sous les mains expertes de Jean-Bernard Lemoine. Elles reçurent la bénédiction de Monseigneur Bouchex, le 14 décembre 1997.
Inscrite sur la liste du patrimoine ce clocher est un des plus beaux de la contrée, et les cloches symbolisent « la vertu pour la vie ».
Pour terminer ce chapitre, la chapelle qui apparaît sur le plan, ci-dessus, est celle du puissant Seigneur Anthoine d’Ancezune qui la fit élever entre 1448 et 1458 pour y recevoir sa sépulture et celle des membres de sa famille. 
Pour la bâtir, il a fallu ouvrir le mur latéral droit, l’Arc est de cette date et le pilier secondaire porte les hauteurs des inondations :
-	aqua 1471
-	aqua 1530
-	aqua 1538
-	30 nov 1735
Elle n’avait qu’une simple travée d’origine, elle est la réplique (hauteur – largeur – profondeur et croisée) de celle qui se trouve en vis-à-vis (Chassenatico et Maréchal).
Elle fut démolie par son fils (voir chapitre Chapelle Saint Claude)

#### La Chapelle de Chassenatico et Maréchal

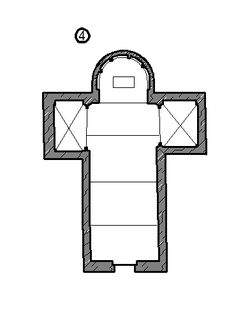

Cette chapelle se trouve à gauche sur ce plan. C’est le 18 juin 1478 que ces deux propriétaires ordonnent à « prix fait » de 400 florins sa construction.
Ses caractéristiques étaient celles de la Chapelle Saint-Claude avec une croisée d’ogives. Le mur nord de l’Église fut ouvert par les maîtres maçons François Moselli, Guillaume Poys, du pays d’Orange.
La quittance fut payée le 18 février 1491. 
Elle a abrité les dépouilles.mortelles de ces deux seigneurs. Lors des travaux de rénovation entrepris sous la mandature de Pierre Cuer en 1985 des corps ont été retrouvés dans cette partie du bâtiment.

#### La chapelle du curé André Fayssat

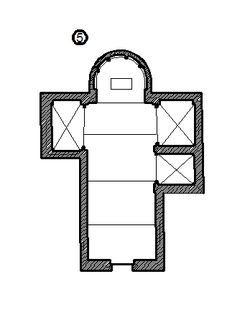

Cette chapelle se trouve au sud après Saint-Claude. C’est en 1489, le 8 novembre que ce prêtre de Caderousse, fit élever cette chapelle pour y être enseveli. Elle est dédiée à Notre-Dame-de-Consolation et aux Saints Blaise et Maximin. En 1931, elle était appelée Chapelle de Sainte-Anne et on y célébrait des offices pour la communauté de l’Abbé Fayssat. Ce prêtre a été inhumé en bordure de l’Autel qui était en marbre blanc. (Le testament d’André Fayssat, se trouve à la Bibliothèque du musée Calvet d’Avignon, no 4052) folio 70. Sur le mur, face à Saint-Claude est fixé un relief représentant Saint-Antoine de Padoue. Cette sculpture date du XVIe siècle. Cette œuvre est inscrite sur la liste des monuments historiques, elle est propriété de la commune. Comme pour tout agrandissement, le mur latéral a été démoli et un arc a été réalisé. Elle ne possède qu’une travée d’ogives.

#### Les chapelles du Prieur et des Syndics

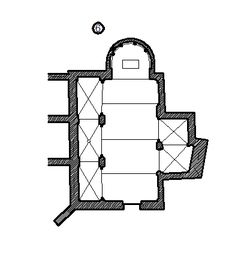

Le 20 février 1493, le prieur de Caderousse fait construire conjointement avec les syndics du bourg deux chapelles qui se situeront au nord de l’Édifice central. Les prix s’établissent à 170 florins par construction et les demandeurs fournissent tous les matériaux.
La première chapelle a une croisée d’ogives avec au sommet des armoiries avec fleur de lis. La Chapelle est dédiée à Saint-Eloi.
La seconde, toujours avec une travée d’ogives dédiée à Saint-Roch était destinée à la confrérie de Saint-Sébastien. Le bâtisseur est Robert de JAY originaire du FOREZ.

#### La seconde chapelle des Syndics

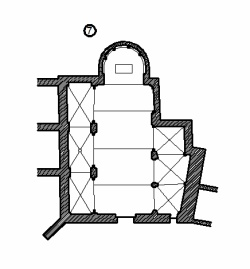

C’est le 1er août 1522 que sa construction est commencée, elle est située au sud près de la Chapelle de Fayssat. (Sur le plan, il n’apparaît plus la chapelle Saint-Claude, elle est démolie en 1517). C’est Jean de Paris qui se voit confier la tâche de construction de la 5e chapelle.
Cette chapelle est plus grande et comporte deux travées d’ogives et deux ouvertures en arcade sur la nef, le prix fait est de 240 florins et les arcades sont du même modèle que les autres ouvertures de la chapelle. Elle est bâtie en l’honneur du corps du Christ de Sainte-Anne et de Saint-Eloi.
Guillaume d’Ancezune, propriétaire du château jouxtant l’Église, permet aux syndics de la commune d’appuyer deux arcs-boutants par-dessus la rue des Courtines. Elle n’abritait pas d’autel. La vocation de cette construction avait un but de cohérence architecturale. Cet ajout fut terminé le 9 mars 1525.
Avec la nouvelle chapelle d’Ancezune (St Claude) terminée en 1527, l’Église comportera 6 chapelles latérales.

#### La chapelle Saint-Claude (anciennement d'Ancezune)

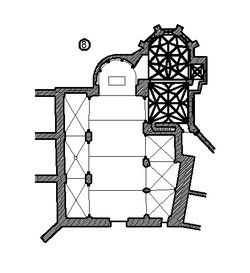

Anthoine d’Ancezune meurt le 15 décembre 1489 et est enseveli dans sa chapelle. Son fils et successeur, Guillaume IV -conseiller du Roi François Ier-gouverneur de Roquemaure- la trouve trop petite et indigne de son rang, la fait démolir le 23 décembre 1517, pour en construire une beaucoup plus grande et plus belle.
Il donne en « prix fait » cette nouvelle construction au lapicide, Dominique de Saint-Pierre, qui en fait le projet et le devis en latin.
(Pacta pro construenda capella nobilium deAnceduna dominorum Caderossie).
Cette œuvre coûta :
-	300 livres tournois (valeur la plus élevée en monnaie d’époque), 
-	8 Saumées de blé, 
-	3 porcs salés
-	4 charretées de bois à brûler.
Cette œuvre mérite une visite plus détaillée :
Le petit oratoire, situé au sud du chœur, il est recouvert d’une voûte en étoile, il a conservé ses 4 clefs pendantes, qui portent les écus de cette maison d’Ancezune. Entièrement privé, la fenêtre était fermée par des barreaux et une porte en empêchait l’accès. Il est dédié à Notre Dame de Lorette, il est de style Renaissance.
La toiture, dallée en pierres et bordée d’une élégante balustrade de style flamboyant, aux motifs variés, elle supporte un petit clocheton à deux arcades qui n’a jamais reçu de cloches.
L’abside, à l’extérieur de la chapelle, enrobée dans la sacristie moderne, s’avance sensiblement plus que celle de l’église. Sur les contreforts apparaissent des écus mutilés qui sont terminés par des pinacles en forme de toit aigu, ils correspondent aux retombées des voûtes.
Deux arcs-boutants s’appuient sur le château des d’Ancezune, ils enjambent la rue et contribuent à neutraliser la poussée de la voûte.
Les gargouilles sont des gouttières qui servent à l’évacuation des eaux. Elles affectent la forme d’animaux qui sont des chefs-d’œuvre de sculpture. Leur but symbolique est de faire fuir tout esprit malin.
Les chenaux étaient en plomb.
L’accès à la chapelle, se faisait par la petite porte à l’ouest, donnant sur la rue des Courtines. Les propriétaires montaient à la tribune intérieure par l’escalier étroit et obscur aménagé dans l’épaisseur du mur. En 1721 un pont corridor fut construit permettant aux seigneurs de Gramont d’accéder directement du château à la tribune. Pour ces travaux on mutila la plus grande fenêtre.

#### La chapelle de Moussu (monsieur)

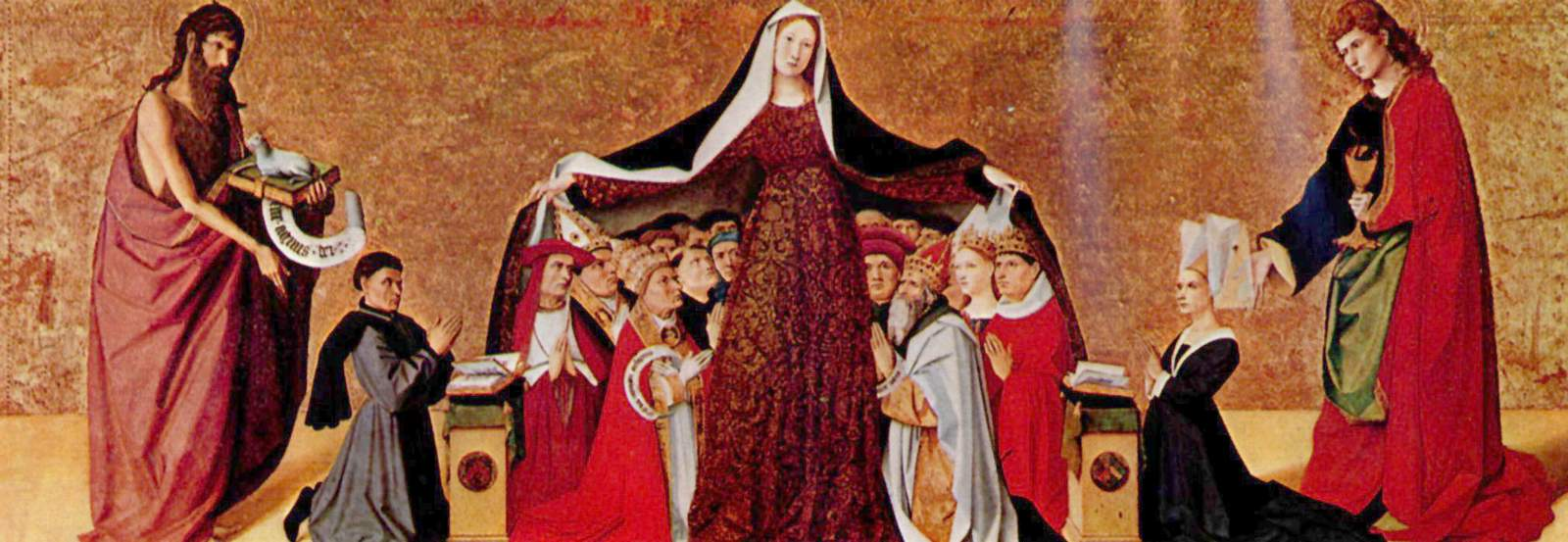
Vierge de miséricorde d'Enguerrand Quarton avec la représentation de Jean Cadard et de son épouse Jeanne de Moulins, tige des premiers Cadard installés en Provence. Musée Condé, Chantilly

En 1767, s’éteint la branche des d’Ancezune-Cadard. Guillaume de Gramont, son cousin au 5e degré hérite de son fief de Caderousse, du duché et de ses biens. L’appellation de Chapelle de Moussu a été donnée en l’honneur de Emmanuel, Marie, Pierre, Félix, Isidore, fils du colonel de Gramont, Pair de France, pour sa dévotion à la prière dans sa Chapelle (Saint-Claude).
Ont été inhumés dans cette Chapelle :
-	Anthoine d’Ancezune, le 15 décembre 1489.
-	Jean d’Ancezune, le 28 juillet 1527.
-	Marie de Rochemaure, le 22 avril 1534.
-	Louise d’Ancezune, le 13 juin 1534.
-	Madame de Pontavès, le 30 mars 1542.
-	Guillaume de Pontavès, le 26 mars 1544.
-	les Gramont- Caderousse, (voir livre de l’Abbé Blanc).
Au plafond, les décorations se développent en torsades appelées liernes et tiercerons. Cette architecture se termine à l’extrémité de chaque intersection des ogives par des motifs sculptés (détruits au moment des événements du XVIIIe siècle). De chaque côté apparaissent cinq colonnes aux chapiteaux anciennement historiés, chevaliers et anges qui se trouvent au grenier de la sacristie.

#### La sacristie et la chapelle de la Vierge

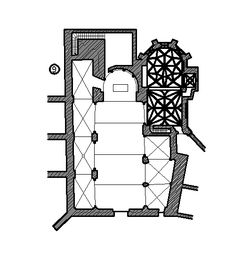

Le 29 octobre 1825, le conseil de fabrique de la paroisse décide l’aménagement d’une sacristie pouvant accueillir trois desservants. Construite à partir de 1826, elle se trouve derrière les arcatures.
La construction de la Chapelle, fut le résultat d’une mésentente entre l’Archevêque du Diocèse et le curé de Caderousse en 1870 qui fort de son aura décida une souscription pour construire une nouvelle Église qu’il trouvait mal proportionnée et de différents styles. Sa souscription rapporta 5 660,25 francs, somme énorme pour l’époque.
Hélas ! Sa demande fut rejetée et les fonds ont été dispersés au profit de la construction de cette chapelle. Le reliquat de cette somme fut donné aux maristes pour l’entretien de leurs écoles en 1879.
Pour la construction de cette Chapelle, le mur de celle de Chassenatico fut démoli. Elle n’a qu’une croisée d’ogives et possédait un autel en marbre.